# Граматика каталанської мови
Катала́нська мо́ва (кат. català; вимовляється [kətə'ła] або [kata'ła]) — мова Західного Середземномор'я, належить до романської групи індоєвропейської мовної родини.
У період з 1979 р. до 2007 р. каталанська мова отримала певний офіційний статус на всіх адміністративних територіях, які є частиною каталанських країн, окрім Ал-Карші та Західної смуги. В Автономній області Каталонія вона є однією з трьох офіційних мов та єдиною «власною (або історичною) мовою» з 1979 р. 
З точки зору фонетики, лексики та граматики найближчою до каталанської є окситанська мова (з VIII до XIII ст. каталанська мова являла собою діалект окситанської). 
Граматика та фонетика каталанської мови має як спільні (зокрема 2 числа та 2 роди у іменника, прикметника та артикля, відмінникова система у займенника), так і відмінні риси (8, а не 7 голосних, як у більшості романських мов, вживання означеного артиклю перед іменами) з сусідніми галло-романськими та східно-іберійськими мовами.
Каталанська мова регулюється кількома закладами, зокрема Інститутом каталонських студій (який підтримує норму IEC) та Валенсійською мовною академією (яка підтримує норму AVL).

## Морфологія

### Артикль та іменник
Іменник у каталанській мові може бути чоловічого або жіночого роду, вживатися у множині чи однині : el / un llibre - книга (чол. рід, однина), els / uns llibres - книги (чол. рід, множина), la /una taula - стіл (жін. рід, однина), les / unes taules - столи (жін. рід, множина). Показником роду / числа виступає артикль та закінчення іменника.
Іменники жіночого роду в однині часто мають закінчення -a, хоча з цього правила є численні винятки. Іменники з закінченням -ció, -iva та -essa завжди жіночого роду. Слова з закінченням -iu завжди чоловічого роду.
Показником множини є закінчення -s для обох родів. Ті іменники, які в однині закінчуються на -s, мають таку саму форму множини : la pols / les pols, la tos / les tos.
Артиклі мають такі форми:
Означений артикль
| Число   | Чоловічий рід | Жіночий рід |
| ------- | ------------- | ----------- |
| Однина  | el, l'        | la, l'      |
| Множина | els           | les         |

Неозначений артикль
| Число   | Чоловічий рід | Жіночий рід |
| ------- | ------------- | ----------- |
| Однина  | un            | una         |
| Множина | uns           | unes        |

Артикль «salat»
На узбережжі Коста Брава та на Балеарських о-вах паралельно зі стандартною формаю означеного артиклю вживається інша форма, яка називається «salat» (ця назва складається зі стандартної форми означеного артикля жіночого роду однини la та його місцевої форми sa).
| Число   | Чоловічий рід             | Жіночий рід |
| ------- | ------------------------- | ----------- |
| Однина  | es, so (після amb), s'    | sa, s'      |
| Множина | es / ets, sos (після amb) | ses         |

### Прикметник
Прикметник у каталанській мові змінюється за родами (чоловічий / жіночий) та числами (однина / множина). Прикметники діляться на три групи:
- що мають чотири форми - білий: чол. рід, однина: blanc, жін. рід, однина: blanca, чол. рід, множина: blancs, жін. рід, множина: blanques.
- що мають три форми - щасливий: однина: feliç, чол. рід, множина: feliços, жін. рід, множина: felices.
- що мають дві форми - відмінний, той що відрізняється: однина: diferent, множина: diferents.

Слід зазначити, що більшість прикметників має форми чоловічого та жіночого роду (синій / синя - blau / blava), однак прикметники, утворені від іменників, мають лише одну форму для обох родів (пр., рожевий / рожева - rosa, брунатний / брунатна - marró). 
Якщо відіменникові прикметники супроводжуються прислівниками, прикметники та прислівники за родами не змінюються (пр., сині штані - uns pantalons blaus, світло-сині штані - uns pantalons blau clar).
Як і у французькій мові, і на відміну від іспанської, найчастіше прикметник ставиться після іменника (пр., Камп Ноу («Новий стадіон», назва одного зі стадіонів Барселони) - Camp Nou).

### Правила утворення форми множини
- У множині іменники та прикметники приймають закінчення -s без виключень. У більшості випадків -s додається до форми однини: пр., roure, roures; fort, forts.

- Слова, що закінчуються в однині на ненаголошений -a, змінюють -a на -e, та додають обов'язкове закінчення -s. У деяких словах відбуваються додаткові зміни при формуванні форми множини:

- заміна ç на c: balança, balances; dolça, dolces

- заміна c на qu: cuca, cuques; seca, seques

- заміна cu на qü: pascua, pasqües; iniqua, iniqües

- заміна j на g: platja, platges; roja roges

- заміна g на gu: vaga, vagues; groga, grogues

- заміна gu на gü: llengua, llengües; ambigua, ambigües.
- Деякі слова мають дві форми множини, з закінченням -s або з закінченням -ns (ases або àsens, coves або còvens, freixes або fréixens, homes або hòmens, joves або jóvens, marges або màrgens, orfes або òrfens, raves або ràvens, termes або térmens, verges або vèrgens).

- Слова, що в однині закінчуються на голосний під наголосом, у множині додають закінчення -ns: cantó, cantons; ple, plens.

- Слова, що в однині закінчуються на голосний під наголосом, але були запозичені не з латини, приймають закінчення -s: sofà - sofàs, cafè - cafès тощо.

- Іменники та прикметники чоловічого роду, що в однині закінчуються на -s, -ç, -x та мають наголос на останньому складі, у множині приймають закінчення -os. Деякі слова, які в однині закінчуються на -s , у множині приймають закінчення -ssos: gas, gasos; gos, gossos; braç, braços; reflex, reflexos; gris grisos, але espès, espessos тощо. З цього правила є численні винятки.

- Іменники та прикметники чоловічого роду, що в однині закінчуються на -sc, -st, -xt та мають наголос на останньому складі, у множині приймають або закінчення -os, або -s: bosc, boscos або boscs; impost, imposts або impostos; text, texts або textos. Слова post та host є жіночого роду, у множині приймають закінчення -s або -es: posts або postes.

- Деякі іменники та прикметники чоловічого роду, що в однині закінчуються на -ig, можуть мати такі закінчення у множині: faig: faigs або fajos; passeig: passeigs або passejos; desig: desigs або desitjos. Деякі слова цієї групи у множині мають лише закінчення -s: raig - raigs (пр., raigs x - «рентгенівське проміння», raigs ultraviolats - «ультрафіолетове проміння»).

### Займенник
Особові (сильні) займенники
| Каталанські займенники | Українські еквіваленти |
| ---------------------- | ---------------------- |
| jo                     | я                      |
| tu                     | ти                     |
| ell                    | він                    |
| ella                   | вона                   |
| nosaltres              | ми                     |
| vosaltres              | ви                     |
| ells                   | вони (чол. рід)        |
| elles                  | вони (жін. рід)        |

Особові займенники зазвичай використовуються з дієсловом лише для того, щоб підкреслити, хто саме робить ту чи іншу дію. Після прислівників у першій особі однини замість jo вживається mi : amb mi «зі мною».
Займеннику «Ви» (шанобливе звернення до однієї особи) відповідає каталанський займенник vostè, у множині - vostès. З цим займенником дієслово вживається у 3-ій особі.
Слабкі займенники

### Дієслово
Див. додаткову інформацію про відмінювання дієслів на Wiktionary на сторінці Catalan conjugation [Архівовано 3 листопада 2010 у Wayback Machine.]. (кат.), (англ.)
Правильні дієслова
У каталанській мові існує три дієвідміни (для правильних дієслів).
Допоміжні дієслова

### Числівник
Див. список числівників у Wikibooks на сторінці - Numerals in Catalan language [Архівовано 8 серпня 2010 у Wayback Machine.] (кат.), (англ.)

### Прислівник
Див. переклад вибраних прислівників у Wiktionary у категорії Catalan adverbs [Архівовано 13 вересня 2006 у Wayback Machine.]. (кат.), (англ.)

### Службові частини мови
Див. переклад вибраних вигуків у Wiktionary у категорії Catalan interjections [Архівовано 6 липня 2010 у Wayback Machine.]. (кат.), (англ.)

## Синтаксис
Порядок розташування членів речення
Як і в українській, зазвичай у простому реченні присудок йде після підмета, а додаток після присудка, однак дуже часто члени речення розташовуються довільно, пр. Brillava el sol. – Сонце світило, дослівно : «Світило сонце». Підмет також може опускатися, пр., Era difícil convènce’l – Було важко його переконати, дослівно : «Було важко переконати його».
Питальні речення
Зазвичай порядок слів у питальному реченні не відрізняється від порядку у стверджувальному, змінюється лише інтонація. Однак досить часто, особливо в усному мовленні, у питальному реченні на початку ставлять слово què, яке відокремлюють комою від решти слів (аналог українського «чи»), пр. Què, vindràs a la festa dissabte ? – Чи ти прийдеш на свято у суботу ?
Заперечення
Для заперечення зазвичай використовують частку no, яку ставлять перед дієсловом. Іноді, як у французькій чи окситанській мовах, після дієслова вживають заперечну частку pas (завжди разом з no). Окрім того, використовують дві конструкції при запереченні наявності одного предмету чи особи (no … cap) та речовини, яку неможливо порахувати (no … gens). De gelats de vanilla no ens en queda cap. – [Жодної порції] ванільного морозива у нас не залишилося, дослівно : «Ванільних морозив не у нас їх залишається нічого». 
Окрім того вживаються такі конструкції : для «ніколи не» – no … mai, «більше ніколи не» – no … més.
Слабкі займенники
Однією з найхарактерніших оригінальних рис каталанського синтаксису є наявність великої кількості слабких займенників. Це дозволяє у фразі, особливо в усному мовленні, заміняти будь-який іменник відповідним займенником. У більшості випадків просте речення будується таким чином : A música, hi dedico molt de temps. – Я присвячую багато часу музиці, дослівно : «Музиці, цьому (я) присвячую багато часу». Така побудова простого речення характерна розмовним формам інших романських мов. 
Як і у французькій мові, іменник з часткою de замінюються займенником en, іменник з часткою a або amb – займенником hi (у французькій - y), пр., No hi estic d’accord. – Я не погоджуюся з цим.
Займенник ho замінює цілу фразу, пр., Això és veritat, ho diu el capità. – Це правда, [про] це говорить капітан.
Слабкі займенники можуть комбінуватися, і таких комбінацій нараховується 65. Зазвичай на перше місце ставляться займенники em, et, li, ens, us, els, а потім займенник hi, ho, en, пр., m'hi van recomanar – вони мене йому рекомендували (порівняти – ісп. me recomendaron a él, фр. фр. ils m'ont recommandé à lui).
Вибір дієслівних форм
У певних аспектах каталанська трохи ближче до германських мов, ніж сусідні іспанська та французька – вибір відповідної дієслівної форми обумовлюється наявністю темпоральних дієприслівників (ja - вже, encara - ще тощо), пр., Ho vam fer ahir. – Ми це зробили вчора, та Ho fèiem sovint quan érem joves. – Ми це робили часто, коли були молодими.
Модальність
Модальність здебільшого передається описово. На приклад, «потрібно + дієслово» перекладається як cal + неозначена форма дієслова, або cal + que + кон’юнктив, пр., M’ha calgut corregir els errors. – Мені було потрібно виправити помилки, та No cal que t’ho repeteixi. – Мені не потрібно тобі це повторювати. Для передачі словосполучення «було б краще» (рекомендація або примус) використовувається вираз haver + неозначена форма дієслова, пр., Hauries de fer llit. – Було б краще, якби ти залишився у ліжку. Можливість передається виразом deure + неозначена форма дієслова, пр., Deuen arribar aquest vespre. – Вони повинні приїхати сьогодні ввечері.
Посесивність («свій»)
Належність чогось (в українській найчастіше передається словом свій) в каталанській є самозрозумілою і не передається засобами мови, пр., Ha perdut el passaport. – Він / вона загубив / -ла свій паспорт.
Шанобливе звернення
Для передачі українського «чи не міг би ти» вживається конструкція et fa res + неозначена форма дієслова, пр., Et fa res obrir la finestra ? – Чи не міг би ти прочинити вікно ?, Li fa res pagar ara mateix ? – Чи не могли б Ви (в однині) заплатити прямо зараз ?, Us fa res baixar del cotxe ? – Чи не могли б ви (у множині, не шанобливо) вийти з машини ?, Els fa res parlar en anglès ? – Чи не могли б ви (у множині, шанобливо) говорити англійською ?
Вживання артиклю з іменами
Означений артикль, як і в окситанській мові, у більшості випадків вживається перед іменами (en для чоловічих імен та la для жіночих). Артикль не вживається при звертанні до людини та після виразу em dic - мене звати, пр., Natàlia, et presento la Lídia. – Наталіє, познайомся з Лідією, дослівно : «Наталія, (я) тобі представляю Лідію».